# Katedrála Krista Spasitele (Šuša)
Katedrála Krista Spasitele (arménsky Սուրբ Ամենափրկիչ Ղազանչեցոց) je katedrála Arménské apoštolské církve v Šuše, v Náhorním Karabachu. Tvoří ji vlastní chrám a volně stojící zvonice před ním. Chrám byl postaven v letech 1868 až 1887, zvonice v roce 1858. Povrch obou staveb je z bílého vápence.
Během války v Náhorním Karabachu v roce 2020 byla katedrála poškozena ostřelováním ze strany Ázerů.